# Liste der denkmalgeschützten Objekte in Kaisersdorf
Die Liste der denkmalgeschützten Objekte in Kaisersdorf enthält die 6 denkmalgeschützten, unbeweglichen Objekte der Gemeinde Kaisersdorf.

## Denkmäler
| Foto |                 | Denkmal                                                         | Standort                                             | Beschreibung | Metadaten |
| ---- | --------------- | --------------------------------------------------------------- | ---------------------------------------------------- | --- | --- |
| ja   | Datei hochladen | Kapelle hl. Anna HERIS-ID: 72827 Objekt-ID: 86103               | neben Hauptstraße 17 Standort KG: Kaisersdorf        | Die Annakapelle neben der Pfarrkirche ist im Gitter mit 1911 bezeichnet. | BDA-Hist.: Q38131495 Status: § 2a Stand der BDA-Liste: 2025-06-30 Name: Kapelle hl. Anna GstNr.: 117 Kapelle hl. Anna, Kaisersdorf                       |
| ja   | Datei hochladen | Kath. Pfarrkirche hl. Nikolaus HERIS-ID: 47181 Objekt-ID: 49846 | neben Hauptstraße 17 Standort KG: Kaisersdorf        | Die Pfarrkirche wurde 1644 unter Verwendung älteren Mauerwerks erneuert. Der rechteckige Bau mit rund geschlossener Apsis weist einen dreigeschoßigen Westturm mit Spitzhelm auf. Der Hochaltar ist mit 1747 bezeichnet und stand ursprünglich im aufgelassenen Kloster Landsee. Der rechte Seitenaltar stammt aus der Zeit um 1740, die Kanzel entstand etwa 1700. | BDA-Hist.: Q23541689 Status: § 2a Stand der BDA-Liste: 2025-06-30 Name: Kath. Pfarrkirche hl. Nikolaus GstNr.: 117 Pfarrkirche hl. Nikolaus, Kaisersdorf |
| ja   | Datei hochladen | Volksschule HERIS-ID: 72826 Objekt-ID: 86102                    | Hauptstraße 17 Standort KG: Kaisersdorf              | erbaut 1889 | BDA-Hist.: Q38131485 Status: § 2a Stand der BDA-Liste: 2025-06-30 Name: Volksschule GstNr.: 119 Volksschule Kaisersdorf                                  |
| ja   | Datei hochladen | Steinkruzifix HERIS-ID: 72823 Objekt-ID: 86099                  | bei Hauptstraße 17 Standort KG: Kaisersdorf          | Das Steinkruzifix (lt. Dehio Barbarakreuz) mit Figur der Heiligen Barbara steht neben der Anna-Kapelle und trägt die Inschrift: Dieses Kreuz hat Barbara Stelzmeierin im Jahr 1822 setzen lassen. | BDA-Hist.: Q38131479 Status: § 2a Stand der BDA-Liste: 2025-06-30 Name: Steinkruzifix GstNr.: 129/6                                                      |
| ja   | Datei hochladen | Aufbahrungshalle HERIS-ID: 112993 Objekt-ID: 131218seit 2019    | Mittelgasse 2a Standort KG: Kaisersdorf              | | BDA-Hist.: Q105646854 Status: Bescheid Stand der BDA-Liste: 2025-06-30 Name: Aufbahrungshalle GstNr.: 416/1                                              |
| ja   | Datei hochladen | Mariensäule HERIS-ID: 72806 Objekt-ID: 86082                    | Weingrabener Straße (L 331) Standort KG: Kaisersdorf | Die Mariensäule südwestlich des Ortes trägt die Inschrift: Zur Ehre Gottes! Errichtet von mehreren Wohlthätern der Gemeinde Kaisersdorf 1886 | BDA-Hist.: Q38131471 Status: § 2a Stand der BDA-Liste: 2025-06-30 Name: Mariensäule GstNr.: 2666/1                                                       |